# George W. DeLong

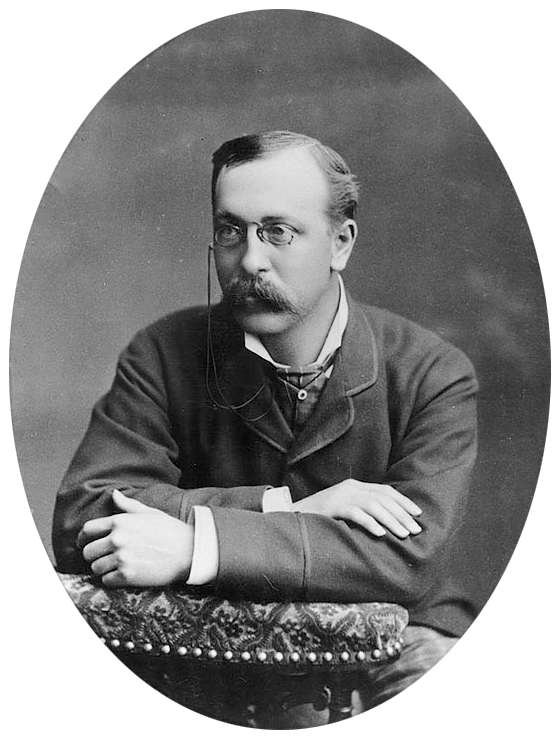
George W. DeLong

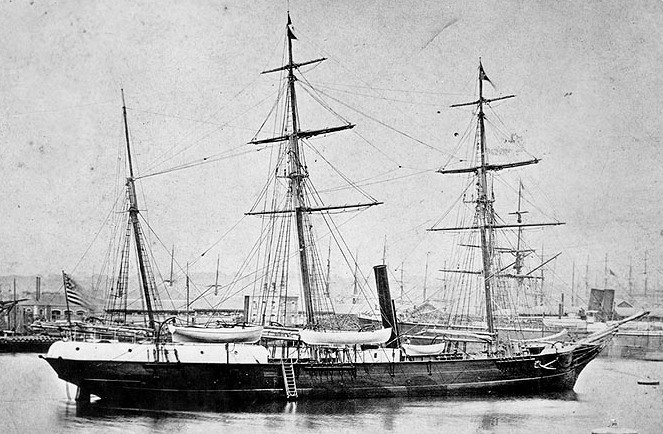
Die USS Jeannette

George W. DeLong (George Washington DeLong; * 22. August 1844 in New York City; † um den 30. Oktober 1881 im Mündungsdelta der Lena, Sibirien) war ein US-amerikanischer Seefahrer und Polarforscher.
DeLong trat 1861 in die United States Naval Academy ein und wurde 1869 Leutnant. 1873 nahm er an der Expedition in die Baffin Bay teil, um in der Melville-Bucht nach der verschollenen Mannschaft der Polaris zu forschen.

## Kurs Nord
DeLong fuhr zunächst auf Walfangschiffen, zuletzt als Kapitän. Am 8. Juli 1879 brach er in San Francisco (Vereinigte Staaten) mit dem Schiff Jeannette und 32 Mann Besatzung zu einer von dem Verleger James Gordon Bennett Jr. finanzierten Nordpolarexpedition zur Klärung des Schicksals des von Adolf Erik Freiherr von Nordenskiöld genutzten und vermissten Schiffs Vega auf. Nach einem Zwischenstopp in Alaska passierte er am 29. August 1879 die Beringstraße und erreichte die Tschuktschenhalbinsel. Hier erfuhr DeLong, dass die Vega nach geglückter Überwinterung ihre Fahrt fortgesetzt hatte. Daraufhin fasste er den Entschluss, mit der Jeannette den Nordpol zu erreichen.

## Eingefroren im Polarmeer
Am 5. September 1879 fror die Jeannette in der Nähe der Herald-Insel im Eis des Arktischen Ozeans ein. Bereits nach kurzer Zeit schlug das Schiff leck. Während der folgenden Eisdrift entdeckte DeLong die nach ihm benannten De-Long-Inseln. Nach zwei Jahren geriet sein Schiff jedoch in schwere Eispressungen und sank am 13. Juni 1881 ca. 800 km vor dem Lenadelta. DeLong und seine Besatzung konnten sich zunächst retten. Während ihres Marsches zur Küste Sibiriens wurden sie von der Eisdrift jedoch weiter Richtung Norden verschlagen. Da sich in den Folgetagen die Richtung und Intensität der Eisdrift änderten und sie auch ihren Kurs änderten, erreichten die Schiffbrüchigen im September 1881 die Neusibirischen Inseln. Am 12. September beschlossen die Schiffbrüchigen mit ihren 3 Booten das Übersetzen zum Lena-Delta. Ein Boot unter Führung DeLongs, eins unter Führung des Schiffsingenieurs George Wallace Melville (1841–1912) – der eigentliche Bootsführer Leutnant John Wilson Danenhower (1849–1887) konnte wegen eines chronischen Augenleidens seine Aufgabe nicht wahrnehmen – und eins unter Führung von Leutnant Chipp nahmen den Kurs auf. Sie gerieten bald in einen Sturm und wurden getrennt. Das Boot unter der Führung von Leutnant Chipp ist verschollen.

## Im Lenadelta Sibiriens
Die von Melville geführte Gruppe wurde von jakutischen Jägern gerettet. Von der zweiten Gruppe, die DeLong geführt hatte, fehlte zunächst jede Spur. Nach einigen Tagen erreichten jedoch zwei Mann dieser Gruppe, Wilhelm Nindemann und Louis Philippe Noros (1850–1927), das Lager der Jakuten und trafen auf ihre Kameraden. Im November 1881 waren sie wieder soweit wiederhergestellt, dass die Überlebenden zu der Stelle aufbrechen konnten, wo die DeLong-Gruppe offensichtlich an Land gegangen war. Von DeLong und seinen Männern fanden sie nur Spuren. Sie mussten ihre Suche wegen der anbrechenden Polarnacht und extrem tiefen Temperaturen noch im November 1881 wieder abbrechen. 1882 fand ein neuer Suchtrupp unter Führung von Melville die letzten Lager der Gruppe von DeLong. Ein Lager wurde an einer Uferböschung eines Lenaarms gefunden. Dort, um eine Feuerstelle, fand man die Leichen von Walter Lee (1840–1881), Heinrich H. Kaack (1857–1881), Neils Iverson (1848–1881), Adolph Dressler (1857–1881), Carl A. Gortz (1844–1881) und Jerome J. Collins (1841–1881). Etwa 500 m weiter sah der Suchtrupp eine starre, erfrorene Hand, die aus dem Schnee ragte. Es war die Hand DeLongs, die auf das „letzte Lager“ aufmerksam machte. Dort fand man die Leichen von DeLong, Dr. Ambler und Ah Sam. Neben der Leiche von DeLong lag sein Tagebuch. Die Suchexpedition errichtete ein Grabmal, auf einem Kreuz wurden die Namen all derer angebracht, die vom Boot DeLongs gestorben waren. Besonders die Eintragungen der letzten Tage der unglücklichen Gruppe DeLongs in seinem Tagebuch sind mehrfach veröffentlicht worden, die letzte Seite als „Kopie des Originals“. Man erfährt dort, dass die Mitglieder der Gruppe DeLong verhungert sind.

## Späte Funde vor Grönland
1884 wurden Überreste der Jeannette an der Ostküste Grönlands gefunden. Durch die Eisdrift waren Bekleidungsstücke von Noros und einige Wrackteile über 2900 km transportiert worden. Dieser Fund brachte Fridtjof Nansen auf den Gedanken, die Drift der Effekten mit einem Schiff nachzuvollziehen, was während der Fram-Expedition (1893–1896) schließlich umgesetzt wurde. Die Tagebücher von DeLong blieben erhalten und wurden später von seiner Frau veröffentlicht.